# High Point (Caroline du Nord)
Pour les articles homonymes, voir High Point.
High Point est une ville de Caroline du Nord située dans les comtés de Guilford, Davidson, Randolph et Forsyth, aux États-Unis. Lors du recensement de 2010, sa population s’élevait à 104 371 habitants.

## Géographie
Selon le bureau du recensement des États-Unis, High Point a une superficie totale de 205,3 km2, dont 204,2 km2 de terre et 1,1 km2 d'eau (3,24 %).

### Climat
| Mois                              | jan. | fév. | mars | avril | mai  | juin | jui. | août | sep. | oct. | nov. | déc. | année |
| --------------------------------- | ---- | ---- | ---- | ----- | ---- | ---- | ---- | ---- | ---- | ---- | ---- | ---- | ----- |
| Température minimale moyenne (°C) | −0,8 | 0,1  | 3,6  | 8,4   | 13,2 | 17,5 | 19,4 | 18,9 | 15,4 | 9,1  | 4,2  | 0    | 9,1   |
| Température maximale moyenne (°C) | 10,6 | 12,6 | 16,9 | 22,5  | 26,7 | 30,2 | 21,6 | 30,9 | 27,8 | 22,5 | 16,7 | 11,4 | 21,7  |
| Précipitations (mm)               | 91   | 89   | 102  | 91    | 9    | 97   | 119  | 119  | 97   | 79   | 76   | 86   | 1 138 |

| Diagramme climatique                                  |           |            |           |           |            |             |             |            |           |           |         |
| J                                                     | F         | M          | A         | M         | J          | J           | A           | S          | O         | N         | D       |
| 10,6−0,891                                            | 12,60,189 | 16,93,6102 | 22,58,491 | 26,713,29 | 30,217,597 | 21,619,4119 | 30,918,9119 | 27,815,497 | 22,59,179 | 16,74,276 | 11,4086 |
| Moyennes : • Temp. maxi et mini °C • Précipitation mm |           |            |           |           |            |             |             |            |           |           |         |

## Démographie
| 1860 | 1870  | 1880  | 1890  | 1900  | 1910  |
| ---- | ----- | ----- | ----- | ----- | ----- |
| 525  | 1 627 | 1 991 | 2 500 | 4 163 | 9 525 |

| 1920   | 1930   | 1940   | 1950   | 1960   | 1970   |
| ------ | ------ | ------ | ------ | ------ | ------ |
| 14 302 | 36 745 | 38 495 | 39 973 | 62 063 | 63 229 |

| 1980   | 1990   | 2000   | 2010    | - | - |
| ------ | ------ | ------ | ------- | - | - |
| 63 380 | 69 428 | 85 839 | 104 371 | - | - |

## Traduction
- (en) Cet article est partiellement ou en totalité issu de l’article de Wikipédia en anglais intitulé « High Point, North Carolina » (voir la liste des auteurs).